# Wahlkreis Greenock and Inverclyde (Schottisches Parlament)
| Eastwood                                |
| --------------------------------------- |
| Greenock and Inverclyde · West Scotland |
| Gebildet                                |
| 1999                                    |
| Abgeordneter                            |
| Stuart McMillan (SNP)                   |
| Regionen                                |
| Inverclyde                              |

Greenock and Inverclyde ist ein Wahlkreis für das Schottische Parlament. Er wurde 1999 als einer von neun Wahlkreisen der Wahlregion West of Scotland eingeführt, die im Zuge der Revision der Wahlkreise im Jahre 2011 neu zugeschnitten und in West Scotland umbenannt wurde. Hierbei wurden die Grenzen des Wahlkreises Greenock and Inverclyde neu gezogen. Der Wahlkreis umfasst Gebiete der Council Area Inverclyde mit den Städten Gourock und Greenock und seit 2011 auch Port Glasgow. Es wird ein Abgeordneter entsandt.
Der Wahlkreis erstreckt sich über eine Fläche von 74,6 km2. Im Jahre 2020 lebten 71.856 Personen innerhalb seiner Grenzen.

## Wahlergebnisse

### Parlamentswahl 1999
| Ergebnisse der Parlamentswahl 1999 | Ergebnisse der Parlamentswahl 1999 | Ergebnisse der Parlamentswahl 1999 | Ergebnisse der Parlamentswahl 1999 |
| Partei                             | Kandidat                           | Stimmen                            | %                                  |
| ---------------------------------- | ---------------------------------- | ---------------------------------- | ---------------------------------- |
| Labour                             | Duncan McNeil                      | 11.817                             | 41,3                               |
| Liberal Democrats                  | Ross Finnie                        | 7504                               | 26,2                               |
| SNP                                | Ian Hamilton                       | 6762                               | 23,6                               |
| Conservative                       | Richard Wilkinson                  | 1699                               | 5,9                                |
| Socialist                          | David Landels                      | 857                                | 3,0                                |
| Wahlbeteiligung: 28.639 (51,65 %)  |                                    |                                    |                                    |

### Parlamentswahl 2003
| Ergebnisse der Parlamentswahl 2003 | Ergebnisse der Parlamentswahl 2003 | Ergebnisse der Parlamentswahl 2003 | Ergebnisse der Parlamentswahl 2003 | Ergebnisse der Parlamentswahl 2003 |
| Partei                             | Kandidat                           | Stimmen                            | %                                  | ±                                  |
| ---------------------------------- | ---------------------------------- | ---------------------------------- | ---------------------------------- | ---------------------------------- |
| Labour                             | Duncan McNeil                      | 9674                               | 40,7                               | −0,6                               |
| Liberal Democrats                  | Ross Finnie                        | 6665                               | 28,0                               | +1,8                               |
| SNP                                | Tom Chalmers                       | 3532                               | 14,9                               | −8,7                               |
| Socialist                          | Tricia McCafferty                  | 2338                               | 9,8                                | +6,8                               |
| Conservative                       | Charles Dunlop                     | 1572                               | 6,6                                | +0,7                               |
| Wahlbeteiligung: 23.781 (51,65 %)  |                                    |                                    |                                    |                                    |

### Parlamentswahl 2007
| Ergebnisse der Parlamentswahl 2007 | Ergebnisse der Parlamentswahl 2007 | Ergebnisse der Parlamentswahl 2007 | Ergebnisse der Parlamentswahl 2007 | Ergebnisse der Parlamentswahl 2007 |
| Partei                             | Kandidat                           | Stimmen                            | %                                  | ±                                  |
| ---------------------------------- | ---------------------------------- | ---------------------------------- | ---------------------------------- | ---------------------------------- |
| Labour                             | Duncan McNeil                      | 10.035                             | 43,4                               | +2,7                               |
| SNP                                | Stuart McMillan                    | 7011                               | 30,3                               | +15,4                              |
| Liberal Democrats                  | Ross Finnie                        | 3893                               | 16,8                               | −11,2                              |
| Conservative                       | Charles Ferguson                   | 2166                               | 9,4                                | +2,8                               |
| Wahlbeteiligung: 23.105 (51,75 %)  |                                    |                                    |                                    |                                    |

### Parlamentswahl 2011
| Ergebnisse der Parlamentswahl 2011 | Ergebnisse der Parlamentswahl 2011 | Ergebnisse der Parlamentswahl 2011 | Ergebnisse der Parlamentswahl 2011 | Ergebnisse der Parlamentswahl 2011 |
| Partei                             | Kandidat                           | Stimmen                            | %                                  | ±                                  |
| ---------------------------------- | ---------------------------------- | ---------------------------------- | ---------------------------------- | ---------------------------------- |
| Labour                             | Duncan McNeil                      | 12.387                             | 43,9                               | +0,5                               |
| SNP                                | Stuart McMillan                    | 11.876                             | 42,1                               | +11,8                              |
| Conservative                       | Graeme Brooks                      | 2011                               | 7,1                                | −2,3                               |
| Liberal Democrats                  | Ross Finnie                        | 1934                               | 6,9                                | −9,9                               |
| Wahlbeteiligung: 28.208 (49,50 %)  |                                    |                                    |                                    |                                    |

### Parlamentswahl 2016
| Ergebnisse der Parlamentswahl 2016 | Ergebnisse der Parlamentswahl 2016 | Ergebnisse der Parlamentswahl 2016 | Ergebnisse der Parlamentswahl 2016 | Ergebnisse der Parlamentswahl 2016 |
| Partei                             | Kandidat                           | Stimmen                            | %                                  | ±                                  |
| ---------------------------------- | ---------------------------------- | ---------------------------------- | ---------------------------------- | ---------------------------------- |
| SNP                                | Stuart McMillan                    | 17.032                             | 53,7                               | +11,6                              |
| Labour                             | Siobhan McCready                   | 8.802                              | 27,7                               | −16,2                              |
| Conservative                       | Graeme Brooks                      | 4.487                              | 14,1                               | +7,0                               |
| Liberal Democrats                  | John Watson                        | 1.404                              | 4,4                                | −2,4                               |
| Wahlbeteiligung: 31.725 (57,5 %)   |                                    |                                    |                                    |                                    |

### Parlamentswahl 2021
| Ergebnisse der Parlamentswahl 2021 | Ergebnisse der Parlamentswahl 2021 | Ergebnisse der Parlamentswahl 2021 | Ergebnisse der Parlamentswahl 2021 | Ergebnisse der Parlamentswahl 2021 |
| Partei                             | Kandidat                           | Stimmen                            | %                                  | ±                                  |
| ---------------------------------- | ---------------------------------- | ---------------------------------- | ---------------------------------- | ---------------------------------- |
| SNP                                | Stuart McMillan                    | 19.713                             | 54,2                               | +0,5                               |
| Labour                             | Francesca Brennan                  | 11.539                             | 31,7                               | +4,0                               |
| Conservative                       | Caroline Hollins                   | 3.313                              | 9,1                                | −5,0                               |
| Liberal Democrats                  | Isobel Davidson                    | 1.033                              | 2,8                                | −1,6                               |
| Parteilos                          | John Burleigh                      | 776                                | 2,1                                | +2,1                               |
| Wahlbeteiligung: 63 %              |                                    |                                    |                                    |                                    |